# Театр грецького танцю «Дора Страту»

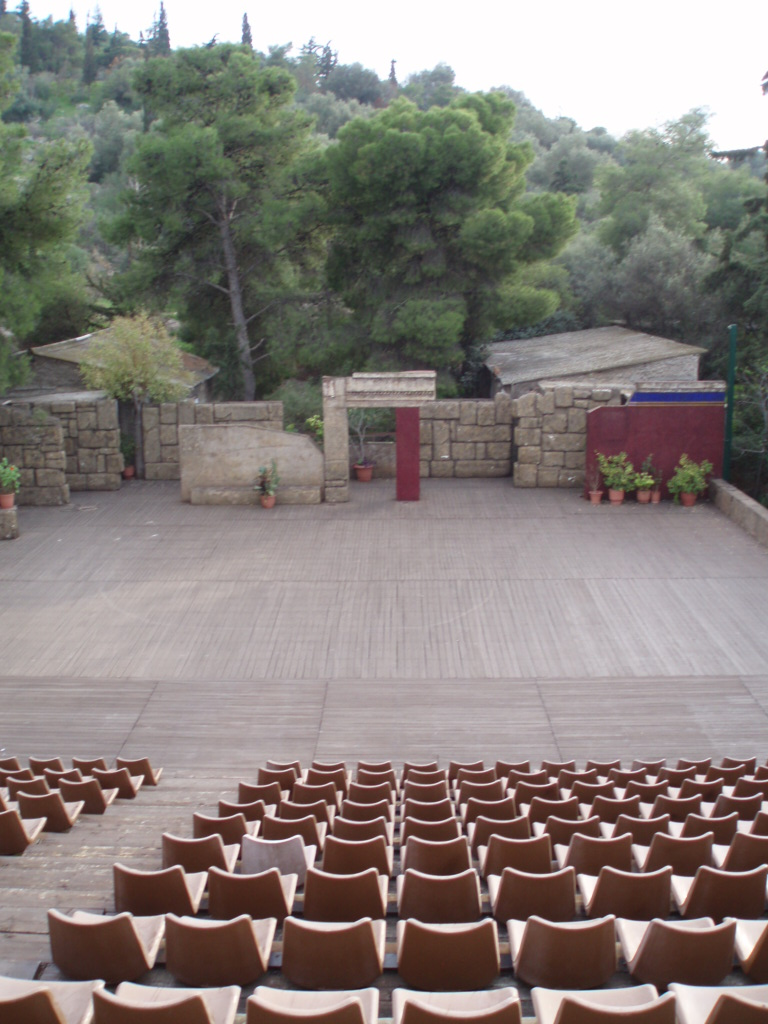
Театр

Театр грецького танцю «Дора Страту» — театр грецького танцю, заснований 1953 року хореографом Дорою Страту. Виступи театру відбуваються щодня, окрім понеділка, від червня до кінця вересня, на сцені відкритого літнього театру, спеціально спорудженого на схилі Пагорба Філопаппу.

## Загальні відомості
Театр зародився 1953 року як Товариство грецького танцю, що функціонує донині, за особистою ініціативою Дори Страти, грецького хореографа, доньки колишнього прем'єр-міністра країни Ніколаоса Стратоса, яка все своє життя присвятила вивченню та збереженню традицій грецького танцю. Дора Страту запрошувала трупи із найрізноманітніших грецьких регіонів. Їх виступи, техніка танцю та костюми ретельно документувалися, створювалися відео-записи. Так виникли Архів та Колекція костюмів. Остання нині нараховує більше 2 тисяч. Щосезону у постановках театру використовується близько тисячі. Більшість костюмів стали унікальними примірниками, через те, що більше не виробляються використані тканини або втрачені техніки пошиття тощо.
Театр грецького танцю «Дора Страту» не має режисера чи художнього керівника. Танцівники основної трупи — 25 чоловіків та 25 жінок — навчаються танцям різних регіонів за відео-записами або займаючись із представниками локальних труп. Незважаючи на те, що традиційний грецький танець не надто складний, необхідно кілька років тренувань, аби повністю освоїти той чи інший його місцевий стиль. До основної трупи театру належать також до 15 музикантів, гра та спів яких супроводжують виступи. Щороку відкриваються 5-10 вакансій до допоміжної трупи, до неї набирають танцівників-преставників грецьких регіонів із особливими танцювальними традиціями — наприклад, з Криту або Понту.
До складу Товариства грецького танцю імені Дори Страти нині входять до 100 осіб, що обіймають переважно високі політичні пости, здобули звання академіків у різних галузях науки тощо, вони надають підтримку театру у різних аспектах. Один раз на 3 роки скликаються Загальні збори товариства. Від 1987 року його Президентом є Алкіс Рафтіс, який також обіймає посаду Президента інтернаціональної ради з танців при ЮНЕСКО. Сьогодні Товариство продовжує вивчення грецького та давньогрецького танцю, народного костюму, проводить виставки, семінари. Діє школа грецького танцю, яка проводить заняття для дорослих та дітей від жовтня по квітень, коли припиняються постійні виступи театру.

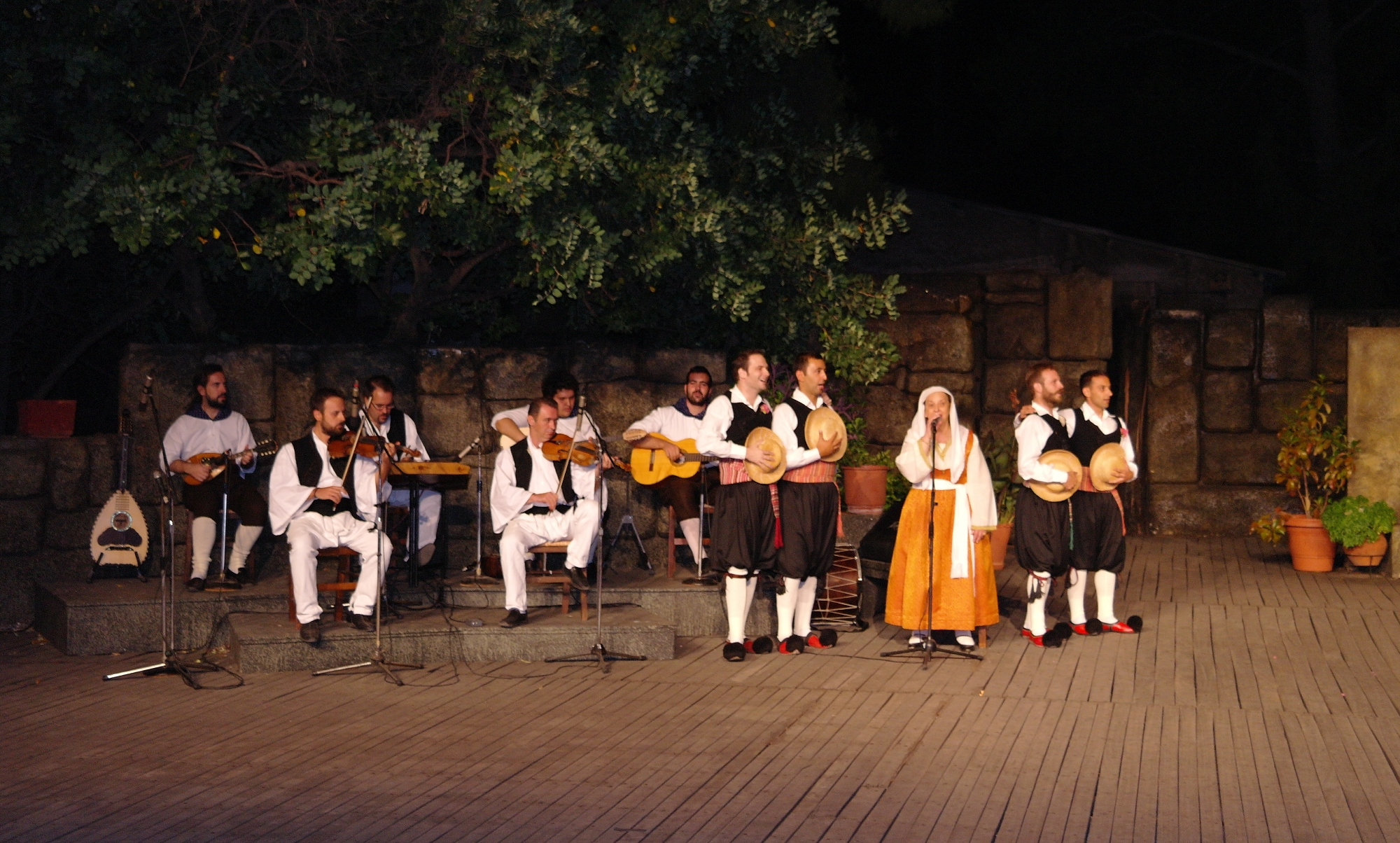
Музиканти театру
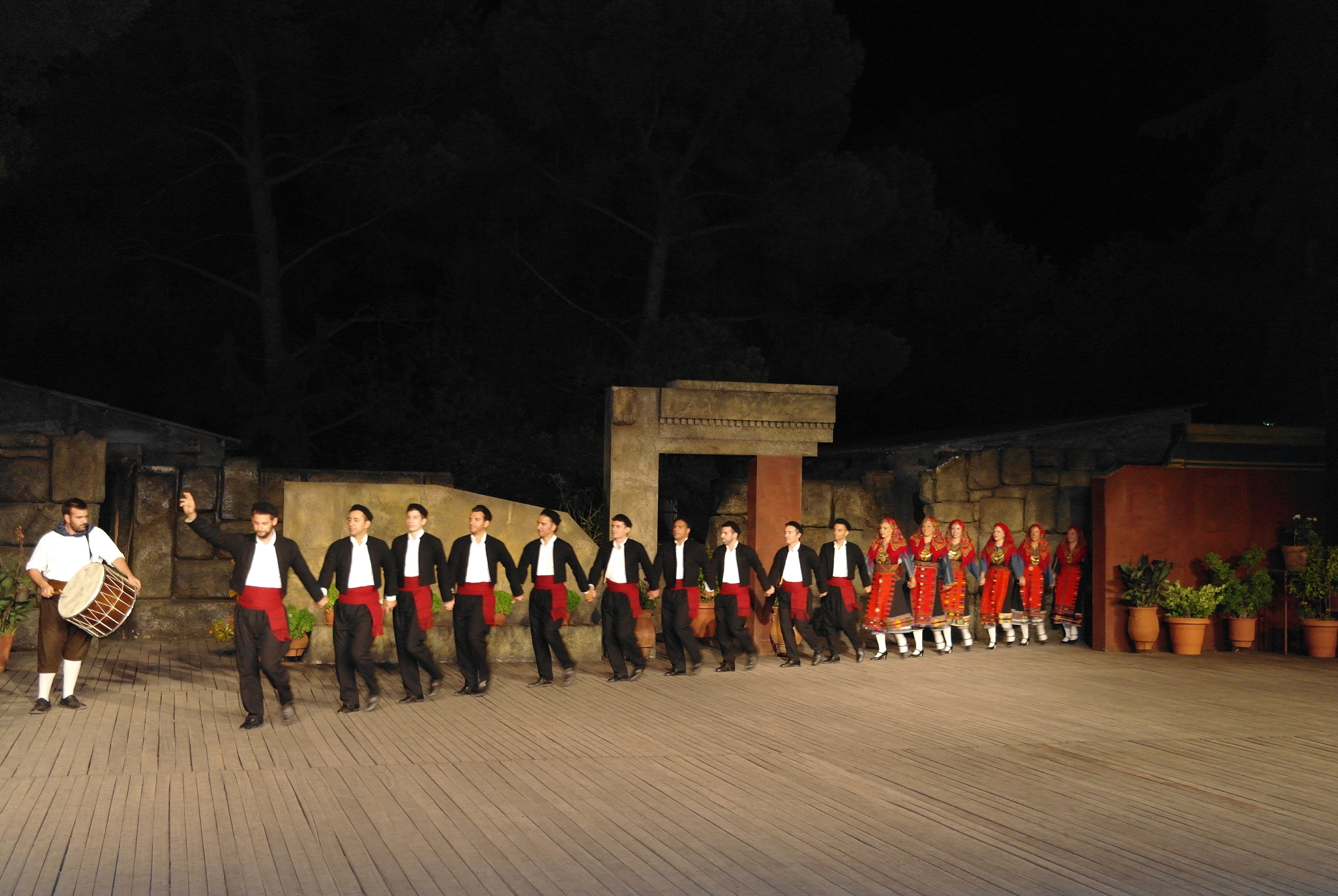
Танок мешканців Криту
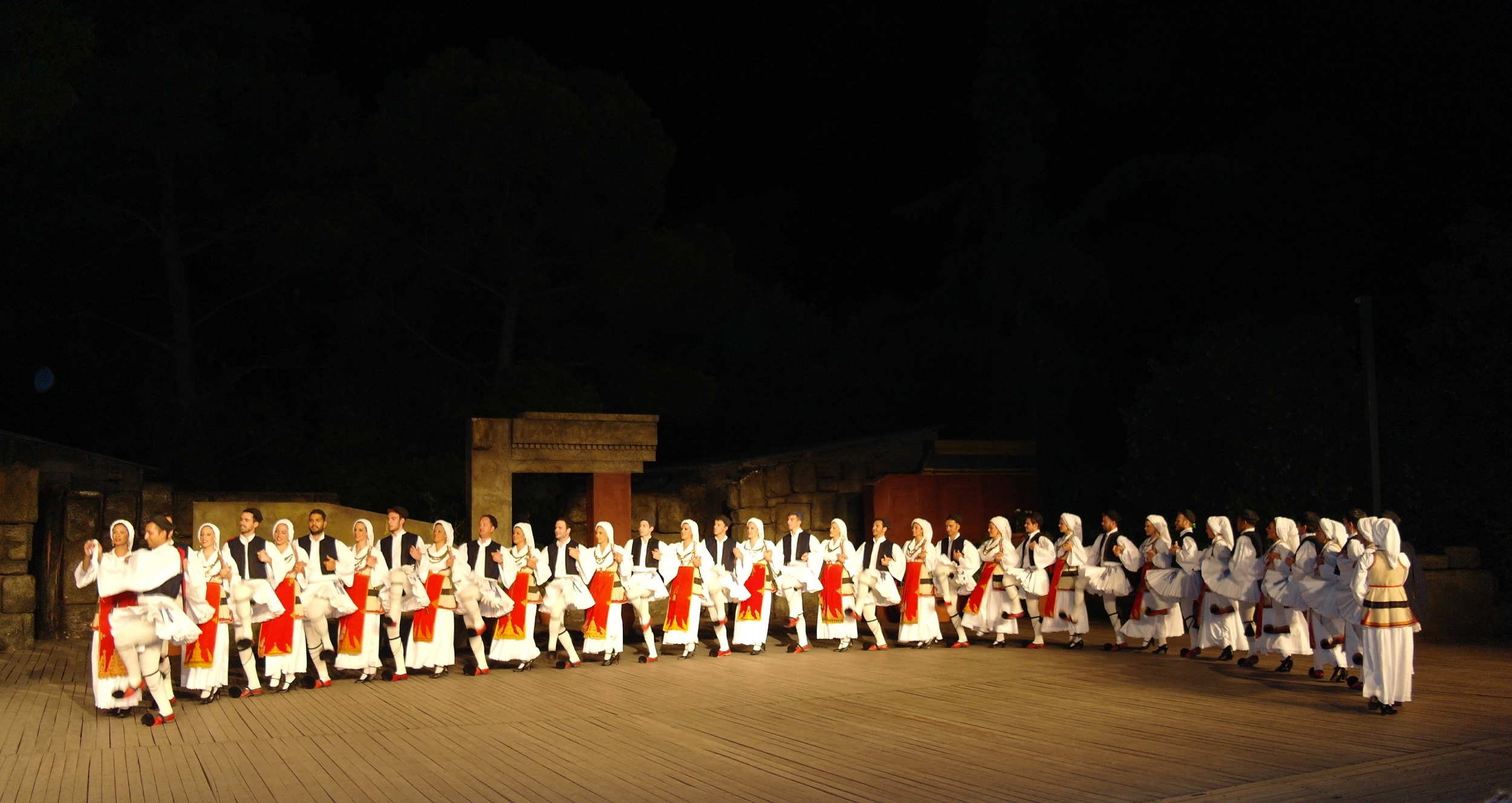
Танок мешканців Центральної Греції
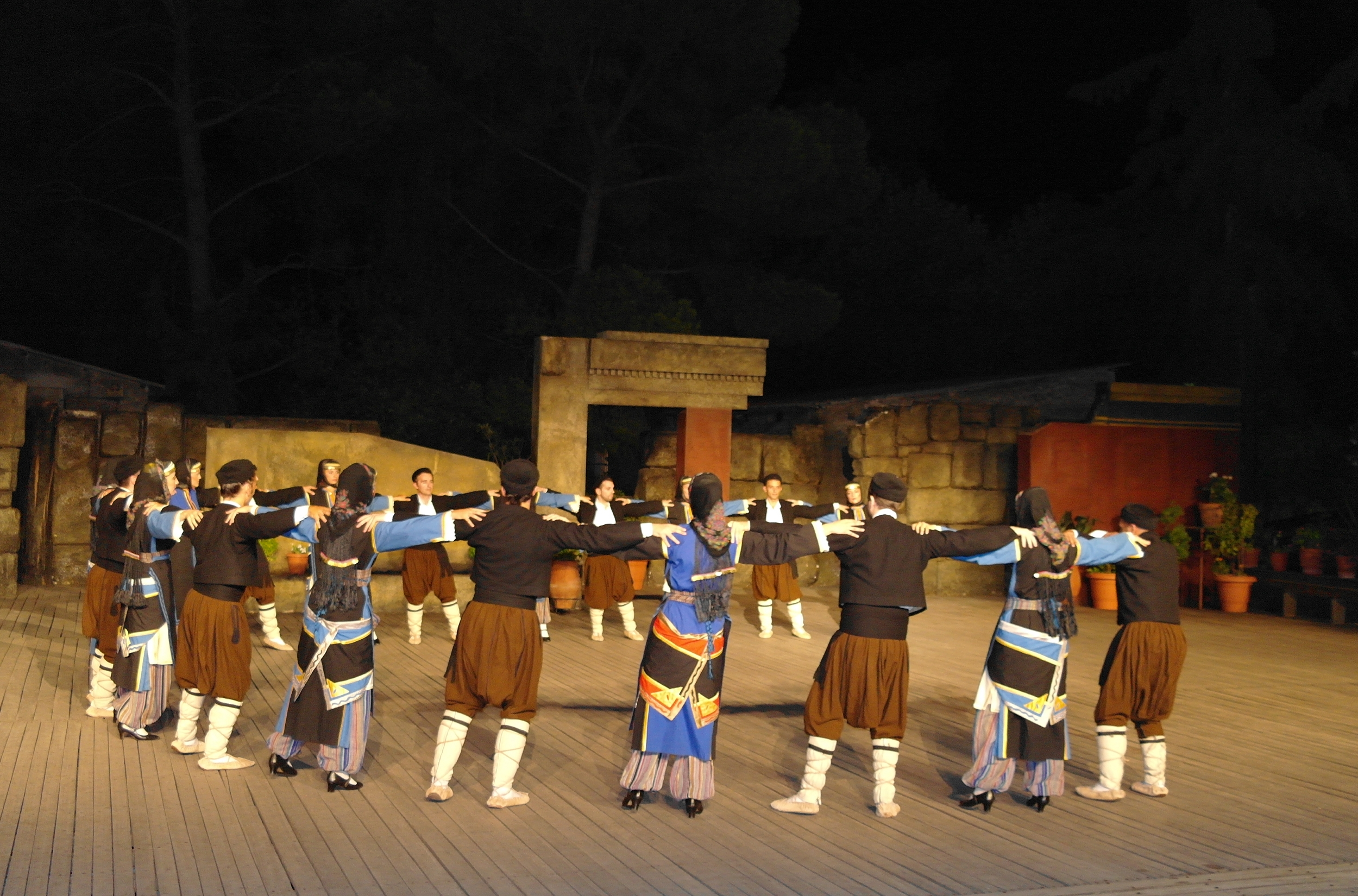
Танок понтійців